# Jaime Suárez Quemain
Jaime Suárez Quemain (San Salvador, 7 de mayo de 1949-12 de julio de 1980) fue un poeta y periodista salvadoreño.

## Biografía
Hijo de Álex C. Suárez, campeón de boxeo de Centroamérica y El Salvador entre los años 1925 y 1927, y  Carlota Quemaín de Suárez, fue parte del grupo literario «La Cebolla Púrpura» en el cual se encontraba el escritor David Hernández; asimismo trabajó como jefe de redacción del periódico La Crónica del pueblo, periódico de la oposición en el país. Incursionó también en el teatro. 
En los años 1970 frecuentaba el café Bella Nápoles en el centro de San Salvador, lugar de reunión de poetas y escritores jóvenes. De este lugar, el 11 de julio de 1980 Suárez y el reportero gráfico Julio Najarro fueron sacados violentamente por un grupo de desconocidos armados de metralletas. Fueron torturados y asesinados a machetazos, y sus cuerpos terminaron abandonados en un basurero de Antiguo Cuscatlán, donde fueron encontrados al día siguiente.

## Estilo
David Escobar Galindo opina sobre la obra de Suárez: 

Su poesía es directa, punzante, sin mucha elaboración, ni interior ni formal. Se salva por la fuerza y la sinceridad. Temperamento de signo anarquista, según lo dejó traslucir en muchos poemas.

Y José Roberto Cea expone lo siguiente: 

Jaime era poeta antes de ser periodista, pero antes de ser poeta era un hombre preocupado por el destino de su pueblo(...) En cuanto a su labor poética, decimos que estaba en ese período de afirmación, en ese período de aprendizaje(…) de ahí que muchos de sus textos nos dejen  un sabor de no concluidos(…) pero sí tienen la combustión del hombre que es poeta y sabe que  tiene que decir su mensaje, lanzar su voz, dejar su testimonio de un tiempo duro y amargo…

## Obra
- Desde la crisis donde el canto llora, 1973.
- Un disparo colectivo, poesía, edición póstuma. San Salvador, 1980.
- El discreto encanto del matrimonio, teatro, 1980.